# Chakib Arslan Mazari
Pour les articles homonymes, voir Mazari.
Chakib Arslan Mazari est un footballeur algérien né le 6 janvier 1989 à Oran. Il évolue au poste de défenseur au RC Relizane.

## Biographie
Avec le club de l'USM Alger, il participe à la Ligue des champions africaine en 2015.

## Palmarès
- Champion d'Algérie en 2016 avec l'USM Alger.
- Finaliste de la Ligue des champions en 2015 avec l'USM Alger.